# Рамуцирумаб
Рамуцирумаб — рекомбинантное человеческое моноклональное антитело. Одобрен для применения: США (2014).

## Механизм действия
Антагонист рецептора 2 эндотелиального фактора роста (VEGFR2).

## Показания
- Метастатический немелкоклеточный[англ.] рак легких.
- Гепатоцеллюлярная карцинома
- местнораспространённая или метастатическая аденокарцинома желудка или пищеводно-желудочного перехода
- Колоректальный рак[2].

## Клинические исследования
Проведено многоцентровое двойное слепое плацебоконтролируемое рандомизированное исследование REGARD на 355 пациентах. Выживаемость в группе принимающих антитело составила 5,2 месяца против 3,8 в группе с плацебо. Также улучшилась медиана выживаемости без прогрессирования.